# Слон (паровоз)
«Слон» — паровоз, изготовленный на заводе Гакворта в Англии  для Царскосельской железной дороги.
3 октября 1836 года судно «Барбара» доставило в Кронштадт первый паровоз, который частями перевезли в Царское Село, где произведена сборка. Стоимость паровоза составила 14 300 руб серебром.
6 ноября этот паровоз с двуми вагонами совершил публичную поездку на перегоне Царское Село  — Павловск. 3 ноября 1838 года паровозу было присвоено имя «Слон». Паровоз оказался неудачным и из-за частых поломок в 1839 году был снят с линии, и отправлен на маневровые работы. В архиве сохранились записи о переделкe локомотива.

## Изображение
Рисунок паровоза

## Архивные источники
- РГИА. Ф. 377. Оп. 1 (Правление Общества Царскосельской железной дороги. 1836—1902 гг.). Д. 1-368.